# Église presbytérienne unie aux États-Unis
L'Église Presbytérienne unie aux États-Unis d'Amérique (UPCUSA) a été la plus grande dénomination presbytérienne aux États-Unis du 28 mai 1958 jusqu'en 1983. 

## Historique
Elle a été formée par l'union de deux églises : l'Église presbytérienne aux États-Unis d'Amérique (PCUSA), souvent appelée par commodité l'Église presbytérienne du "Nord", et l'Église presbytérienne de l'Amérique du Nord (UPCNA), une petite église issue de la tradition écossaise (notamment des covenantaires  et des sécessionnistes de 1733 (en)). Cette fusion a eu lieu lors d'une conférence à Pittsburgh, en Pennsylvanie, en mai 1958. Un activisme œcuménique de la part des dirigeants de la PCUSA dirigeants avait conduit à cette fusion qui réunissait plus ou moins deux branches séparées de la grande famille presbytérienne originaire des Îles Britanniques.

## Positions sociales et œcuméniques
En règle générale, la UPCUSA a été fortement engagée en faveur des causes progressistes, par exemple les droits civils et le féminisme. Eugène Carson Blake, qui a servi comme secrétaire de la UPCUSA de 1954 à 1966, a été particulièrement actif dans le mouvement des droits civiques, participant notamment à la marche sur Washington du 28 août 1963 aux côtés de Martin Luther King. L'année suivante, la UPCUSA a élu comme modérateur un afro-Américain, Edler Hawkins (1908-1977), une mesure sans précédent aux États-Unis. Edler Hawkins conserva ce poste jusqu'en 1970. Cependant, malgré le caractère progressiste des points de vue de nombreux membres, un scandale a éclaté en 1970 et 1971 lorsque la dénomination a donné 25 000 $ afin de défendre les Black Panthers et de 10 000 $ au fonds de défense d'Angela Davis,.

## La fusion UPCUSA - PCUS
Alors que le UPCUSA poursuivait son évolution libérale, les négociations ont commencé au sujet d'une fusion entre le UPCUSA et l'Église presbytérienne aux États-Unis (PCUS), qui s'étaient séparés en 1861, en raison de la Guerre de Sécession. Initialement attaché à la « vieille école » presbytérienne, le PCUS avait évolué vers le libéralisme dès le début des années 1950, autorisant notamment la consécration de femmes pasteur en 1964.
Il y avait eu un échec lors d'une tentative de fusion des deux églises en 1954, mais une coopération accrue s'était mise en place entre les deux dénominations, notamment la mise en place d'un comité missionnaire commun, d'un livre de cantiques commun en 1955 et d'une union des consistoires en 1968. En 1970, le « plan d'union » fut rédigé. En décembre 1973, la création de l'Église presbytérienne nationale, qui sera bientôt rebaptisée l'Église presbytérienne en Amérique, provoquait des départs significatifs de conservateurs du sein de la PCUS, ce qui facilita l'union, ainsi que, dans une moindre mesure, que la création en 1981 de l’Église évangélique presbytérienne qui attira à elle les conservateurs de l'UPCUSA.
En 1983, le vote a finalement eu lieu au sujet de la fusion, avec une unanimité 151 consistoires dans le UPCUSA de l'affirmer, et un résultat favorable du côté PCUS par 53 voix contre 8. Le 10 juin 1983, la première Assemblée Générale s'est tenue pour la nouvelle dénomination, qui sera dès lors l'Église presbytérienne (États-Unis).

## Membres célèbres
- Eugène Carson Blake
- Dwight Eisenhower